# أوسكار جي. فريند
أوسكار جي. فريند (بالإنجليزية: Oscar J. Friend) (8 يناير 1897، سانت لويس في الولايات المتحدة - 19 يناير 1963)؛ روائي أمريكي.